# Raïon de Khosta
Le raïon de Khosta (Хо́стинский райо́н) est l'un des quatre raïons (ou districts) qui composent le Grand Sotchi, ou la ville-arrondissement de Sotchi en Russie. Son chef-lieu administratif est la station balnéaire de Khosta sur le littoral de la mer Noire. Sa population s'élevait à 87 737 habitants dont 64 604 urbains en 2013.

## Géographie
Le raïon s'étend sur le littoral de la mer Noire au pied du Grand Caucase, entre les rivières de Sotchi et de Koudepsta. Une grande partie du territoire intérieur de ce raïon est située dans les limites de la réserve naturelle et biosphérique du Caucase. Son littoral s'étend sur 13 kilomètres à partir du cap Vidny et donne sur la baie Tikhaïa. Il est limité au nord-ouest par le raïon central de Sotchi, au nord-est par le raïon de Lazarevskoïe et au sud par le raïon d'Adler qui font aussi partie du Grand Sotchi. Sa superficie totale est de moins de 374 km2.

## Historique
Le raïon a été formé le 18 avril 1951 entre les rivières Koudepsta et Agoura. Le 10 février, en même temps qu'il est réuni à la ville-arrondissement de Sotchi, ses limites sont repoussées jusqu'à la rivière Verechtchaguinka et jusqu'au village de Plastounka au bord de la rivière Sotchi.

## Administration
Le territoire englobe plusieurs microraïons côtiers, comme Svetlana (quartier résidentiel parmi les plus prestigieux de Sotchi), Bytkha, Zviozdotchka, Matsesta, Khosta (son chef-lieu), Koudepsta et Maly Akhoun, ainsi que deux arrondissements ruraux: l'arrondissement rural de Baranovka et l'arrondissement rural de Razdolnoïe.

## Ponts et tunnels

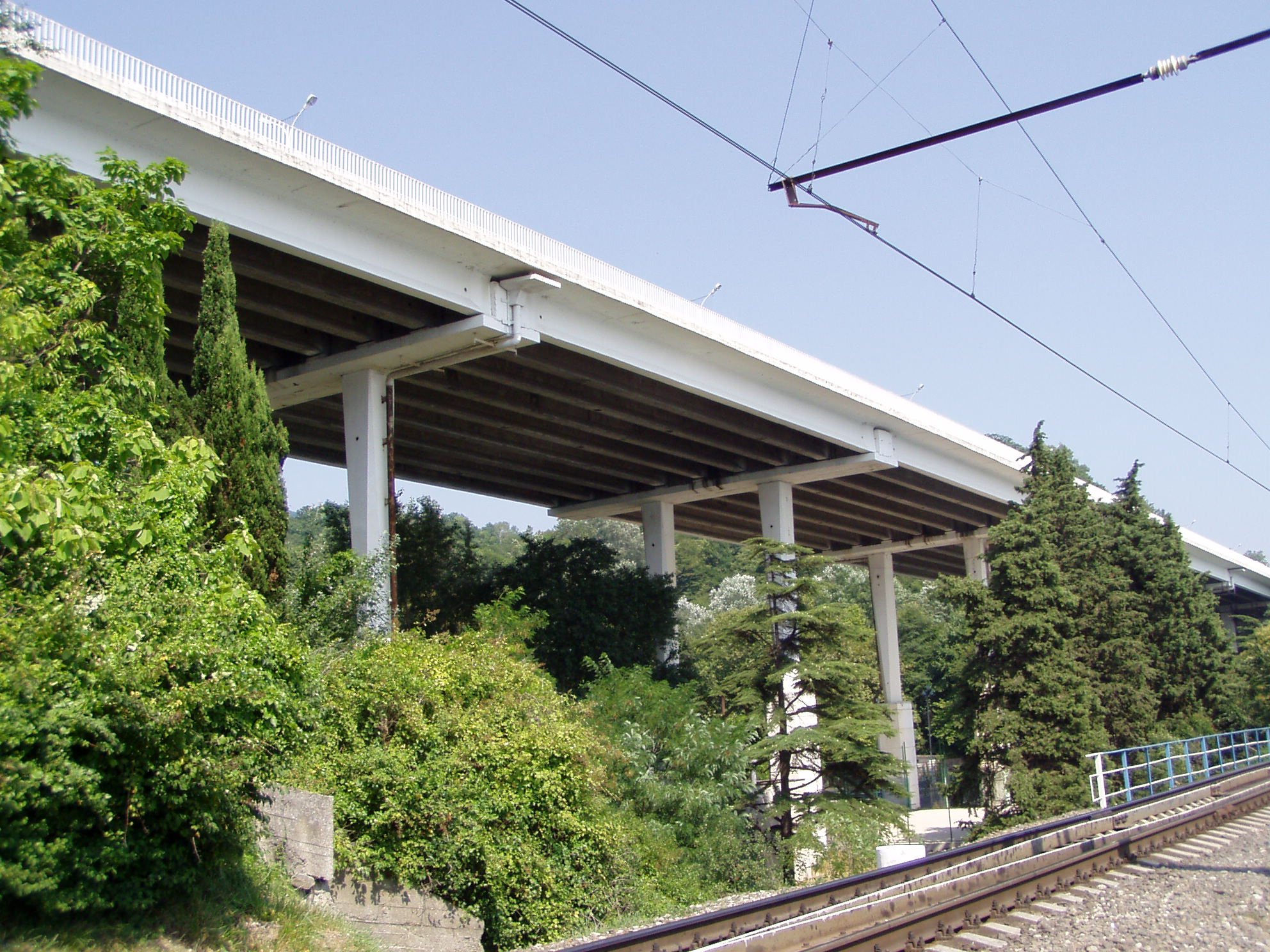
Viaduc sur la rivière Agoura de l'autoroute M27.
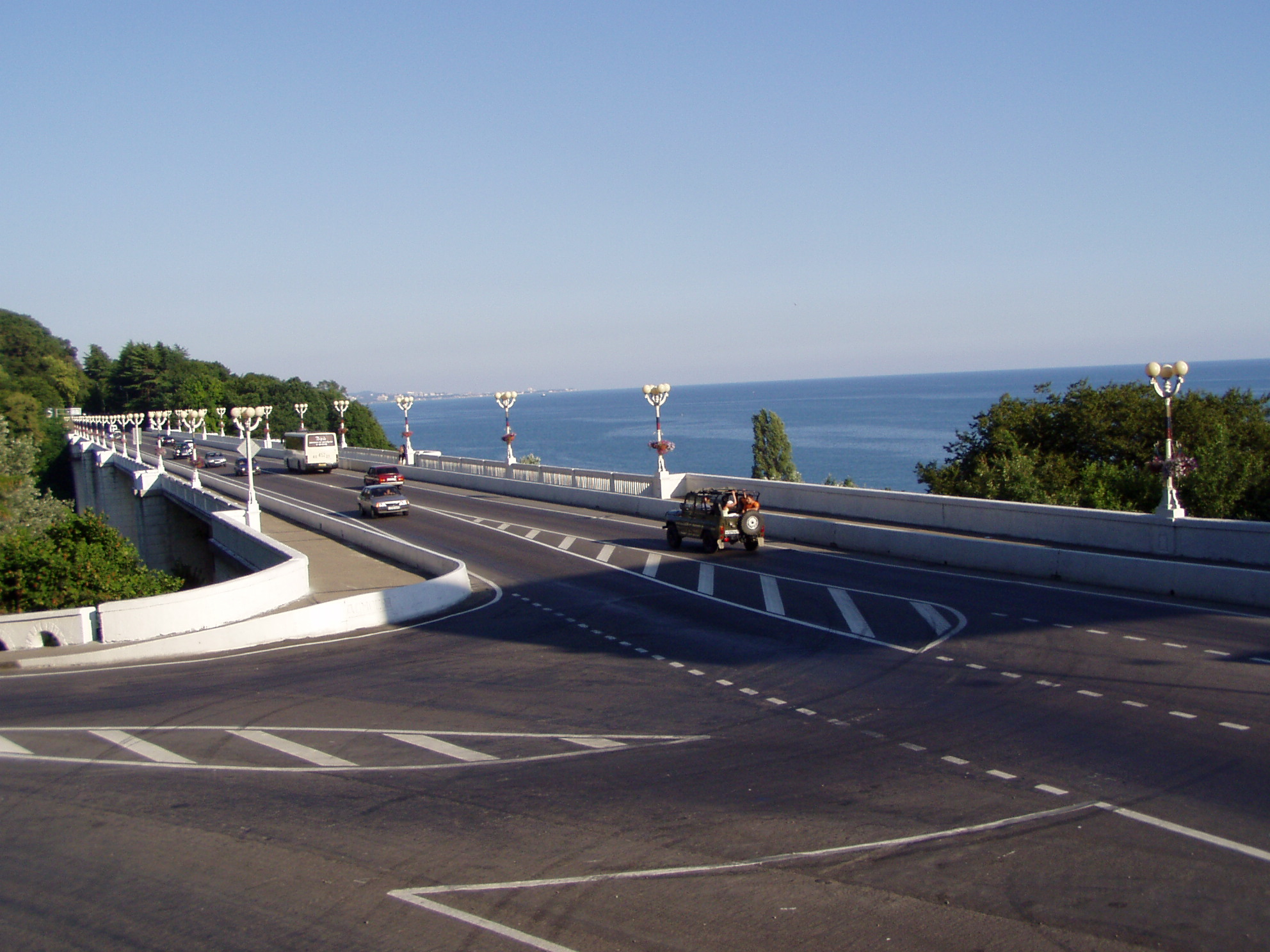
Viaduc sur l'embouchure de la rivière Matsesta sur la M27.
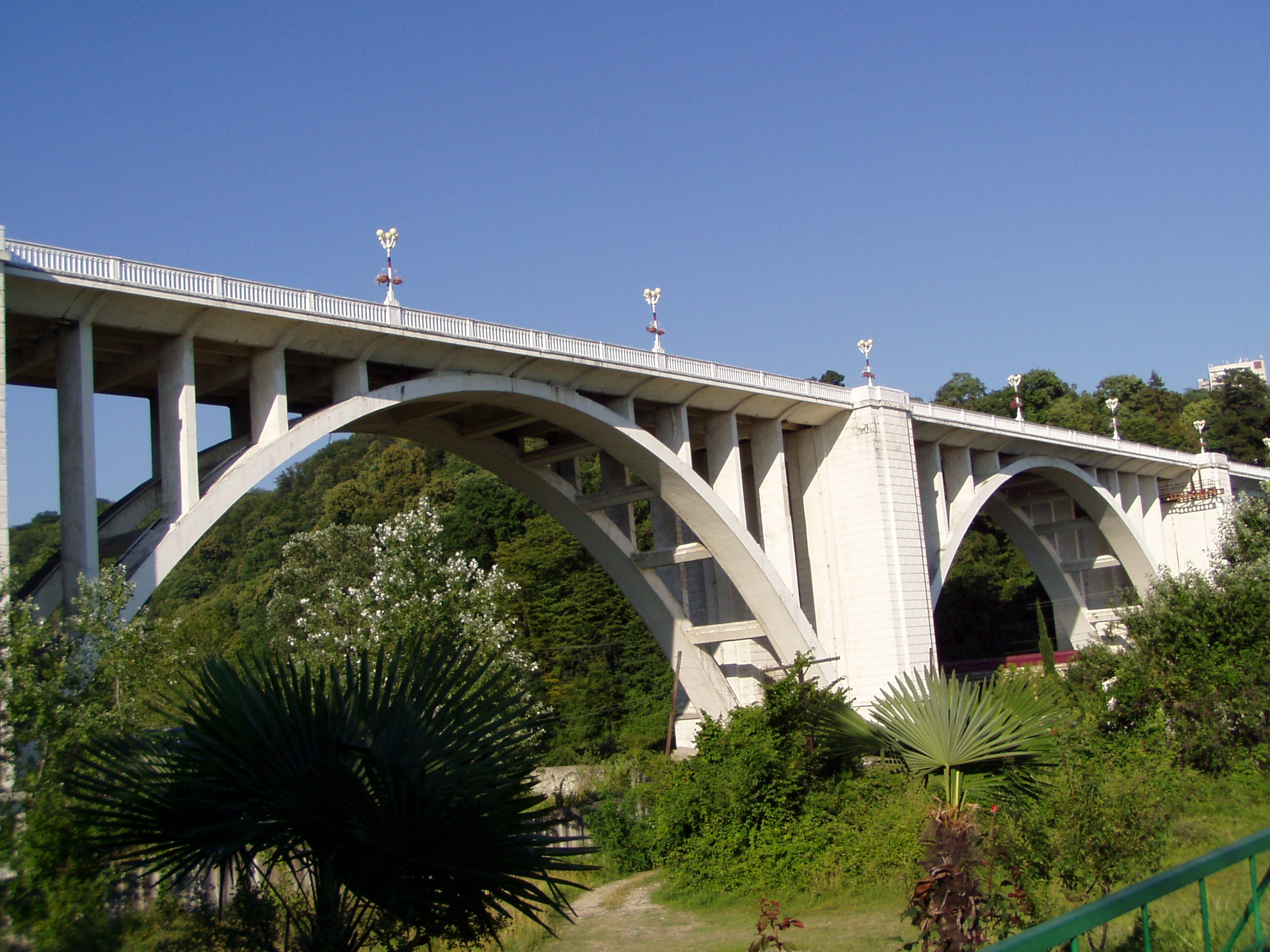
Autre vue du viaduc.
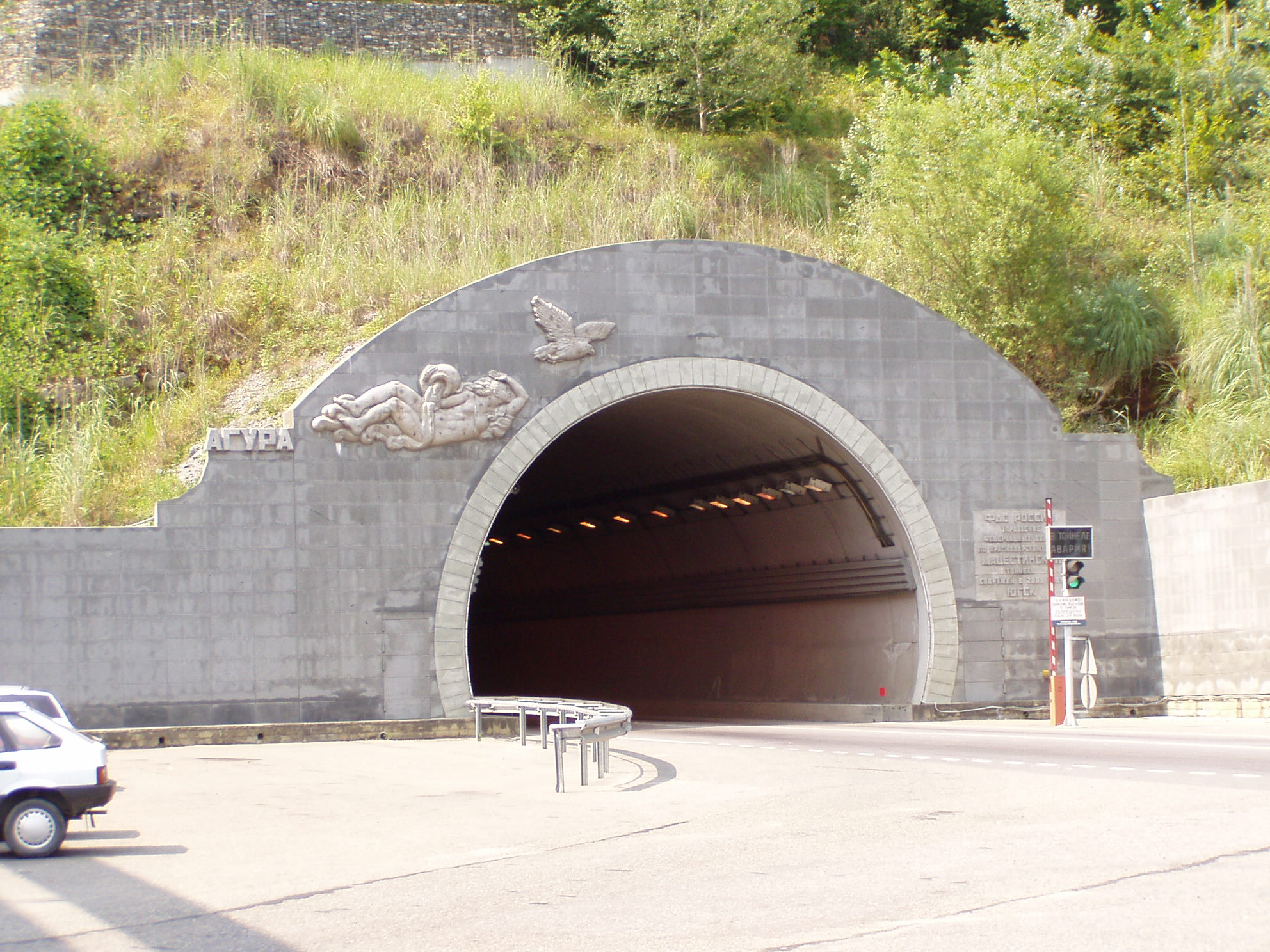
Tunnel reliant le district central de Sotchi à Khosta.
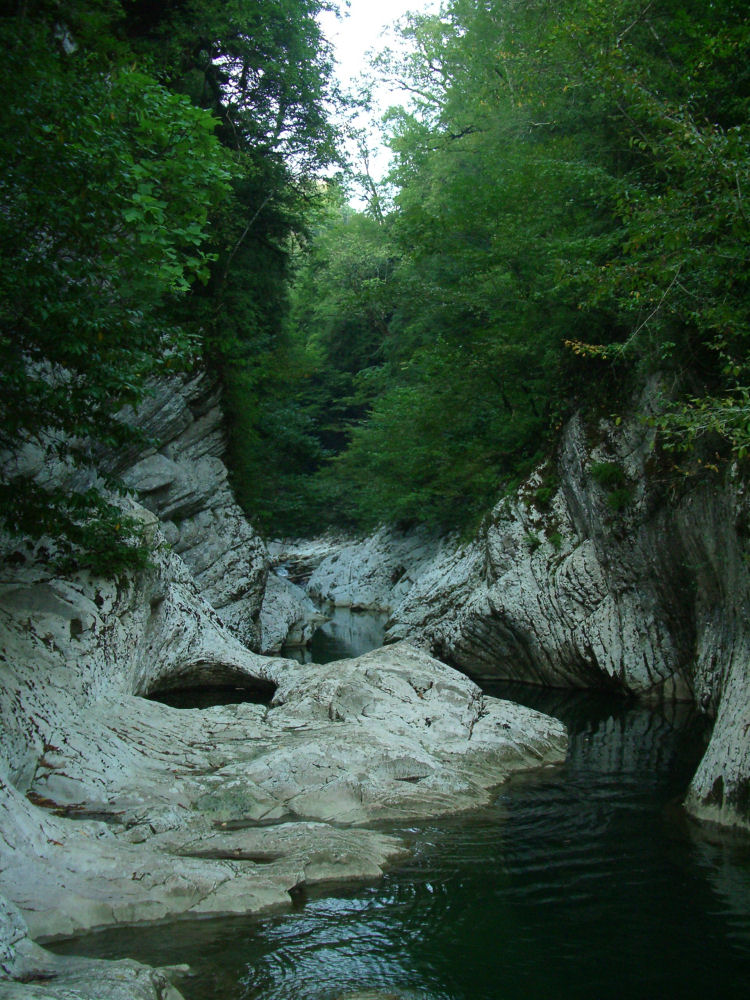
Gorge de Navalichtchina, sur le cours moyen de la rivière Khosta.

## Lieux de mémoire
- Villa-musée de Valeria Barssova